# Hasta el fin del mundo
Hasta el fin del mundo es una telenovela mexicana producida por Nicandro Díaz González para Televisa entre los años 2014 y 2015. Es una adaptación de la telenovela argentina Dulce amor.
Está protagonizada por Marjorie de Sousa y David Zepeda —quién reemplazó a Pedro Fernández—, Diego Olivera y Claudia Álvarez, junto con Julián Gil, Mariana Seoane, Roberto Vander, Roberto Palazuelos y Aleida Núñez en los roles antagónicos; acompañados de Julio Camejo, Ximena Herrera, César Évora, Olivia Bucio, Alejandro Tommasi y María Rojo —quién después también fue reemplazada por Leticia Perdigón—.

## Sinopsis
Sofía Ripoll, mujer hermosa, inteligente y de recio carácter, es la directora general de la Fábrica Ripoll, novia de Patricio Iturbide y hermana mayor de Alexa y Daniela. Al fallecer su padre, queda al frente de la empresa familiar debido a que su madre, Greta Bandy viuda de Ripoll, decide dedicar su vida a las artes plásticas evadiendo sus responsabilidades.
Salvador Cruz es un hombre sencillo, noble y simpático; piloto de carreras y mecánico, pero a causa de un sabotaje, pierde una carrera importante que acaba con sus sueños, viéndose obligado a aceptar un empleo como chofer de Sofía. Ambos sienten una atracción inmediata, dando inicio a una historia donde deben sortear una serie de obstáculos, entre ellos Patricio, un hombre ambicioso que bajo las órdenes de Gerónimo Peralta, utiliza a Sofía para adueñarse de los predios ubicados en el mismo lugar donde está la fábrica de chocolates Ripoll.
Por otra parte, Sofía tiene a otro enemigo cerca, Silvana Blanco, su supuesta mejor amiga, una mujer resentida por un evento del pasado que la marcó en contra de Las Ripoll, es amante de Patricio y ambos formarán una alianza para destruir la vida de Sofía y Salvador. 
Alexa es una chica extrovertida, caprichosa y consentida por su madre. Regresa de España porque la situación económica que vive se complica, pero a su familia le ha hecho creer que tiene una carrera exitosa en el mundo del cine. Al llegar a la ciudad, Armando Romero, amigo y compadre de Salvador, es quien llega a su encuentro, causando una gran atracción en Alexa, quien sufrirá agresiones por los celos de Irma, pareja sentimental de Armando.
Daniela es la más pequeña de las hermanas, una chica linda que da luz a su hogar. En un centro comercial conoce a Lucas Cavazos que llenará de amor la vida de la joven, quien es espontáneo y simpático, pero tiene una historia difícil por el abandono de Rosa, su madre y ha quedado al cuidado de su abuela Miguelina, que trabaja como cocinera en la mansión Ripoll. Lucas acepta trabajos ilícitos con el fin de sacar a su abuela adelante. 
Las hermanas Ripoll, contarán con un cómplice y consejero, Fausto Rangel, mayordomo en la mansión, a quienes dedica su vida en cuerpo y alma viviendo junto a ellas las situaciones más inusitadas. 
Es un secreto que guarda Greta, el que podría cambiar la vida de las hermanas Ripoll, sobre todo de Sofía, quien a pesar de ser una mujer fuerte, sufrirá la traición y el dolor del desengaño; sin embargo, su corazón no podrá resistirse al dulce sabor de una nueva ilusión a lado de Salvador.
Sofía, Alexa y Daniela, buscarán el camino a la felicidad, cada una luchando por el amor, dando inicio a un viaje que las podrá llevar hasta el fin del mundo.

## Reparto
- Marjorie de Sousa - Sofía Ripoll Bandy / Sofía Fernández Bandy
- David Zepeda - Salvador "Chava" Cruz Sánchez #2
- Pedro Fernández - Salvador "Chava" Cruz Sánchez #1
- Claudia Álvarez - Alexa Ripoll Bandy
- Diego Olivera - Armando Romero
- Jade Fraser - Daniela Ripoll Bandy
- Miguel Martínez - Lucas Cavazos Valera
- Julián Gil - Patricio Iturbide
- Leticia Perdigón - Guadalupe "Lupita" Sánchez
- María Rojo - Guadalupe "Lupita" Sánchez #1
- César Évora - Francisco "Paco" Fernández
- Mariana Seoane - Silvana Blanco Cabrera / Silvana Ripoll Cabrera
- Roberto Vander - Gerónimo Peralta De la Riva
- Olivia Bucio - Greta Bandy Vda. de Ripoll
- Ximena Herrera - Araceli Fernández
- Alejandro Tommasi - Fausto Rangel
- Aleida Núñez - Irma Fernández Martínez
- Julio Camejo - Matías Escudero
- María Prado - Miguelina Ávila
- Jorge Ortín - Refugio "Cuco"
- Alejandra Procuna - Rosa Valera # 1 [5]
- Gabriela Platas - Rosa Valera # 2
- Tony Bravo - Javier Cruz
- Mariana Van Rankin - Marisol Cruz Sánchez
- Eddy Vilard - Oliver Peralta Carbonell
- Alan Slim - Cristian Blanco Cabrera / Iker Gálvez Parra
- Nicolás Chunga - Fernando "Nandito" Romero Fernández
- Sugey Ábrego - Iraís Bernal
- Mariana Morones - Yovet Bernal
- Roberto Palazuelos - Mauro Renzi
- Roberto Ballesteros - Comandante Félix Tavares
- Carlos Gascón - Alan Duncan
- Ricardo Barona - Antonio Manjarrez
- Ivonne Ley - Ceci
- Rafael del Villar - Langarica
- Carlos Cámara Jr. - Octavio Ripoll
- Vanessa Arias - Flor
- Tania Vázquez - Valentina
- Humberto Elizondo - Carlos Landa
- Miguel Santa Rita - León Peralta
- Ricardo Guerra - Orión Lobato
- Emireth Rivera - Morgana
- Moisés Suárez - Manuel
- Luis Bayardo - Sacerdote
- David Ostrosky -  Martín Coria
- Jorge Pondal - Rafael Silvetti
- Jaime Lozano - Doctor Rivadeneira
- Ruben Branco - Mariscal
- Fernando Robles - Brito
- Eduardo Rivera - Ramón
- Teo Tapia - Doctor
- Juan Verduzco - Aguilar
- Arsenio Campos - Artemio Blanco
- Kelchie Arizmendi - Analía
- Javier Jattin - Paolo Elizondo
- Arleth Terán - Regina Duarte
- Rebeca Mankita - Isadora Carbonell
- Lilia Aragón - Yuba
- Ricardo Margaleff - Pedro
- Alberto Estrella - Don
- Pedro Moreno - Ranku
- Carlos de la Mota - Esteban Arauz
- Dolores Salomón "Bodokito" - Obdulia[6]
- Mónica Dossetti - Adriana Aldama
- Benjamín Islas - Doctor
- Israel Jaitovich - Tato
- Kuno Becker - Amigo de Salvador

## Recepción

### Audiencia
Se estrenó el 28 de julio de 2014 reemplazando a Lo que la vida me robó, durante el estreno de Hasta el fin del mundo registró 24.0 puntos de índice de audiencia. El día 19 de abril de 2015 superó 21.7 puntos de índice de audiencia en el final, conste con 191 episodios. El 13 de noviembre de 2014 fue la primera aparición de David Zepeda como Salvador Cruz.
| Temporada | Horario Semanal          | Episodios | Estreno             | Estreno            | Final               | Final                         |
| Temporada | Horario Semanal          | Episodios | Fecha               | Rating del Estreno | Fecha               | Índice de audiencia del Final |
| --------- | ------------------------ | --------- | ------------------- | ------------------ | ------------------- | ----------------------------- |
| 2014–2015 | Lunes a Viernes – 9:25pm | 191       | 28 de julio de 2014 | 24.0               | 19 de abril de 2015 | 21.7                          |

### Producción
La producción de Hasta el fin del mundo comenzó oficialmente el 26 de mayo de 2014. Las escenas promocionales se filmaron en varios lugares de la Ciudad de México a principios de julio de 2014. La telenovela concluyó las grabaciones el 30 de marzo de 2015.

## Teatro
Debido a la iniciativa del productor de Teatro Alejandro Gou de llevar al teatro Mi corazón es tuyo, el productor de teatro Gerardo Quiroz en iniciativa con Nicandro Díaz proponen hacer un montaje musical como despedida de Hasta el fin del mundo La puesta en escena ‘Hasta el fin del mundo cantaré’ es un espectáculo musical en un solo acto que cuenta con la participación de Marjorie de Sousa, David Zepeda, Alejandro Tommasi, Olivia Bucio, Aleida Núñez, Julio Camejo y Miguel Martínez.
Aquí se verán reflejadas las distintas caras del amor, desde el inocente y juvenil hasta el amor maduro y consagrado, pasando por las etapas del romanticismo, la pasión, los celos, la traición, los desengaños y el desamor.
El musical, que parte del melodrama producido por Nicandro Díaz y que levantará el telón el próximo 18 de abril en el Centro Cultural 2, promete poner de pie a más de una familia con temas populares que interpretarán los actores.
"El tema de la obra es el amor y desamor. Para la selección de las canciones tuvo que ver la facilidad vocal y tesitura de cada uno de ellos, son temas que han cantado y que de alguna manera les llegan.

## Banda sonora
| N.º | Título                   | Artist(s)            | Duración |  |
| 1.  | «Hasta el fin del mundo» | Pedro Fernández      | 3:32     |  |
| 2.  | «Puedes Contar Conmigo»  | La Oreja de Van Gogh | 4:22     |  |
| 3.  | «Tu primera vez»         | José José            | 4:32     |  |
| 4.  | «Nada»                   | Prince Royce         | 4:03     |  |
| 5.  | «Tu sonrisa»             | Miguel Martínez      | 3:24     |  |
| 6.  | «Te amaré»               | Alejandro Fernández  | 3:50     |  |
| 7.  | «Hasta el fin del mundo» | David Zepeda         | —        |  |

## Premios y nominaciones

### Asociación de Cronistas de Espectáculos de Nueva York ACE
| Año  | Categoría                   | Nominados                         | Resultado |
| ---- | --------------------------- | --------------------------------- | --------- |
| 2014 | Mejor telenovela            | Nicandro Díaz González            | Ganador   |
| 2014 | Mejor actriz característica | María Rojo                        | Ganadora  |
| 2014 | Mejor director de escena    | Ricardo de la Parra y Martha Luna | Ganadores |

### Premios Juventud
| Año  | Categoría                | Nominados         | Resultado |
| ---- | ------------------------ | ----------------- | --------- |
| 2015 | Mi protagonista favorito | David Zepeda      | Nominado  |
| 2015 | Mi protagonista favorita | Marjorie De Sousa | Nominada  |
| 2016 | Mi protagonista favorito | David Zepeda      | Nominado  |
| 2016 | Mi protagonista favorita | Marjorie de Sousa | Nominada  |

### Kids Choice Awards México
| Año  | Categoría                       | Telenovela             | Resultado |
| ---- | ------------------------------- | ---------------------- | --------- |
| 2015 | Mejor serie o programa favorito | Hasta el fin del mundo | Ganador   |

### Copa Televisa
| Año  | Categoría        | Telenovela             | Resultado |
| ---- | ---------------- | ---------------------- | --------- |
| 2015 | Mejor telenovela | Hasta el fin del mundo | Ganadora  |

### Premios TvyNovelas 2016
| Categoría              | Persona           | Resultado |
| ---------------------- | ----------------- | --------- |
| Mejor villano          | Julián Gil        | Nominado  |
| Mejor actor coestelar  | Diego Olivera     | Nominado  |
| Mejor actor de reparto | Alejandro Tommasi | Nominado  |